# Isla El Infiernito
Isla El Infiernito är en ö i Mexiko. Den ligger i lagunen Ensenada Pabellones och hör till kommunen Culiacán i delstaten Sinaloa, i den västra delen av landet. Arean är 2,6 kvadratkilometer.